# Александрівка (Духовницький район)
Александрівка (рос. Александровка) — присілок у Духовницькому районі Саратовської області Російської Федерації.
Населення становить 88 осіб. Належить до муніципального утворення Горяйновське муніципальне утворення.

## Історія
Населений пункт розташований у межах українського історичного та культурного регіону Жовтий Клин.
Від 23 липня 1928 року в складі Пугачовського округу Нижньо-Волзького краю. Орган місцевого самоврядування від 2004 року — Горяйновське муніципальне утворення.

## Населення
| 2010 |
| ---- |
| 88   |